# Salapia
Salapia è stata un'antica città della Daunia, la cui diversa dislocazione sul territorio si è accompagnata ad una trasformazione del suo nome.

## Topografia
La prima attestazione di Salapia risale al IV Secolo a.C. col toponimo di Salapia vetus, di cui parla Vitruvio, nota tra gli studiosi come Salapia preromana. La sua fondazione però è sicuramente molto più antica ed affonda nel mito di Diomede colonizzatore dell'Adriatico, da cui il toponimo Elpia citato da Strabone che fa riferimento alla località rodiana.
Nel I secolo a.C. fu rifondata da Marcus Hostilius in località Monte di Salpi. Divenuta palude la laguna su cui si affacciava la città, i Salapini chiesero ed ottennero di potersi trasferire a quattro miglia di distanza in una zona più salubre: nasce così la Salapia romana, il cui nome piano piano si corroderà in Salpia e poi in Salpi. 
Con quest'ultima denominazione è ricordata anche come sede vescovile dal 314 al 1547, allorché la diocesi di Salpi viene soppressa e il suo territorio unito all'arcidiocesi di Trani.

## Sito archeologico
Il sito archeologico relativo all'antica Salapia si trova nella parte meridionale del Tavoliere delle Puglie, a pochi chilometri a nord-ovest di Margherita di Savoia. Si tratta della Salapia vetus, citata in varie fonti letterarie, ma la cui ubicazione, incerta, è stata alla fine individuata in contrada Torretta dei Monaci grazie all'aerofotografia e agli scavi eseguiti a partire dal 1967.

## Storia
È stato ipotizzato che le origini della città fossero da riportare alla fine del X secolo a.C., nell'ambito delle ipotetiche migrazioni di genti illiriche dalla costa dalmata a quella pugliese. Sulla base di elementi emersi dall'indagine archeologica condotta negli anni '70, è stata avanzata l'ipotesi, in gran parte oggi superata, che coloni liburnici della città di Nin si siano trasferiti sul litorale pugliese, dove trovarono lo stesso ambiente lagunare da cui provenivano.
La città si estendeva su tre “penisole” sporgenti nella laguna e, in un'area di circa 9 km², vi era l'abitato, la necropoli e gli spazi destinati al pascolo e alla coltura, utili in tempo di guerra. Il nucleo abitativo principale si trovava nella penisola maggiore ed era difeso, dalla parte del retroterra, da un bastione e un fossato.
Salapia in origine era una frazione o colonia di Canusium, l'attuale Canosa di Puglia.
Dal punto di vista politico, Salapia come altri centri della Daunia, era organizzata in città-Stato, in cui il potere era nelle mani di una ristretta oligarchia. Conferma di questa autonomia politica viene dalla coniazione di una propria moneta, su cui troviamo spesso i nomi dei governanti del tempo.
Al tempo della seconda guerra punica Salapia ebbe al proprio interno due schieramenti, uno filoromano, guidato da Blattio, e uno filocartaginese, con a capo Dasio. Quest'ultimo prevalse in un primo tempo, tanto che Annibale soggiornò a lungo a Salapia: qui ebbe una relazione con una donna del luogo, bollata come prostituta da Plinio, che definì la città Oppidum Annibalis meretricio amore inclutum.
In un secondo momento Salapia decise di passare dalla parte romana, cacciando il presidio cartaginese e ritornando a fianco di Roma (210 a.C.); con uno stratagemma Annibale cerca di entrare in città e vendicarsi, ma non ci riesce.
Successivamente Salapia sarà coinvolta nella guerra sociale, durante la quale fu assediata dal pretore Caio Cosconio, incendiata e quasi rasa al suolo.
Alla metà del I secolo a.C., quindi, la città è in piena decadenza, dovuta non solo alle vicende belliche e alle difficoltà economiche, ma anche alle mutate condizioni ambientali. Infatti, la laguna su cui si affacciava cominciò ad interrarsi per i detriti portati da vari corsi d'acqua e a trasformarsi in una palude generatrice di malaria. I Salapini, allora, grazie alla mediazione di un M. Hostilius – probabilmente un patronus della città –, ottennero dal senato romano di potersi trasferire a quattro miglia di distanza, in direzione sud-est, su di una piccola altura, località oggi denominata “il Monte”, a ridosso delle vasche delle Saline. La nuova città fu delimitata da mura e provvista, tramite un canale, di un porto sul mare, le cui strutture dovevano trovarsi nell'area dell'attuale Torre di Pietra.
Nasce così la Salapia romana, che pian piano vedrà il suo nome modificarsi in Salpia e poi in Salpi.
La floridezza economica raggiunta dalla nuova città fa sì che nel IV secolo ci appaia come sede vescovile: nel 314, infatti, Pardo, vescovo di Salpi, insieme al diacono Crescente partecipa al Concilio di Arles, in Gallia. E Pardo, allo stato attuale delle ricerche, è il primo vescovo pugliese storicamente certo. Altri vescovi sono annoverati nel V secolo, ma nell'Alto Medioevo la città non sfugge alla crisi che coinvolge l'intero Occidente, per cui la civitas si riduce ad un castrum,  occupato in seguito dai Longobardi.
In costante ripresa a partire dal Mille, Salpi, prima signoria normanna e poi locus solatiorum prediletto da Federico II di Svevia, vivrà una fase di particolare floridezza nei secoli XI-XIII, allorché si ha anche la costituzione della Universitas hominum civitatis Salparum.
L'ultimo Medioevo, però, registra una crisi irreversibile della città, la cui fine è sancita dalla soppressione della sede vescovile nel 1547.